# مخين
مخين هي قرية في مقاطعة خوي، إيران. عدد سكان هذه القرية هو 1,170 في سنة 2006.